# Gutsanlage Ogrosen

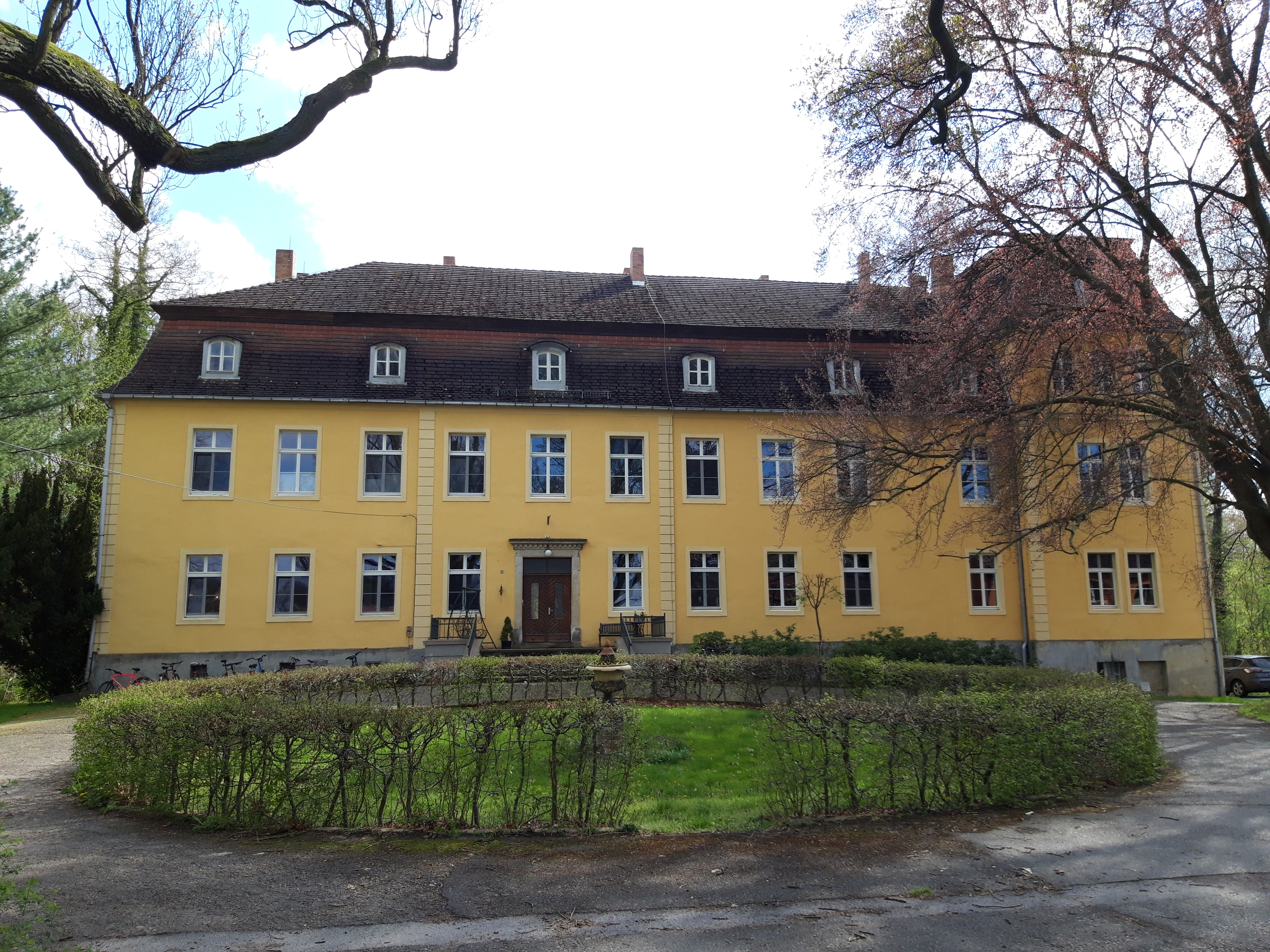
Herrenhaus Ogrosen (2022)

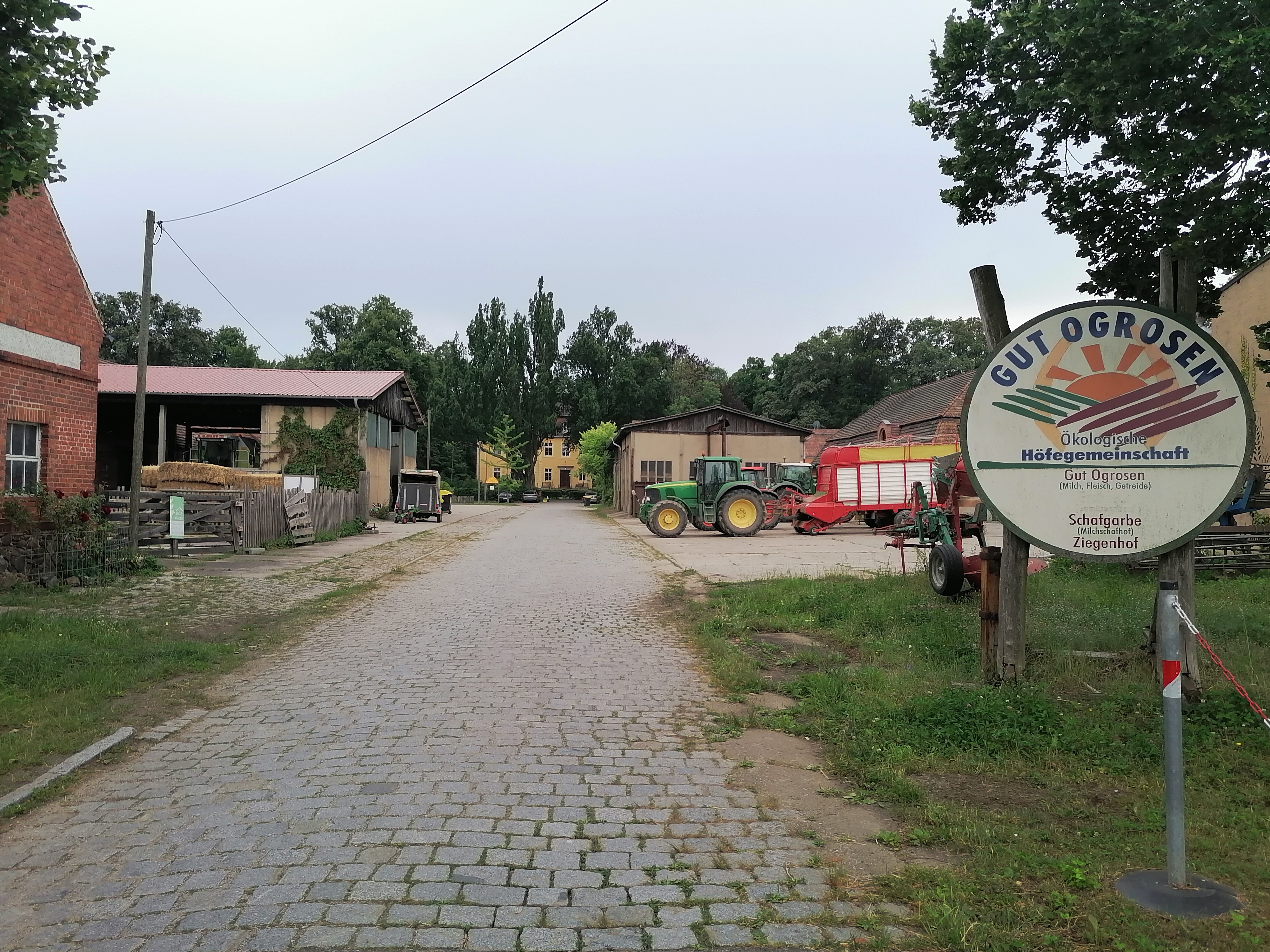
Wirtschaftsgebäude des Gutshofes (2024)

Die Gutsanlage Ogrosen ist ein ehemaliger Gutshof in Ogrosen, einem Ortsteil der Stadt Vetschau/Spreewald im Landkreis Oberspreewald-Lausitz in Brandenburg. Das Herrenhaus wurde Anfang des 18. Jahrhunderts errichtet; des Weiteren gehören mehrere Wirtschaftsgebäude, das Inspektorenhaus und ein Landarbeiterhaus zur Gutsanlage. Das Gebäudeensemble steht unter Denkmalschutz.

## Geschichte
Das Gut Ogrosen wurde im Jahr 1622 von der Familie von Stutterheim gekauft. Der Bau des Herrenhauses erfolgte für den Gutsbesitzer Otto Hieronymus von Stutterheim anstelle eines Vorgängerbaus errichtet und wurde im Jahr 1702 fertig gestellt. Zu Beginn des 19. Jahrhunderts wurde der Gutshof mit einem Inspektorenhaus, einem Wohnhaus der Landarbeiter und einigen Stall- und Wirtschaftsgebäuden umfangreich erweitert. Im Jahr 1860 wurde der Bau um eine Achse erweitert und im Westen mit einem turmartigen Anbau versehen. 1916 kaufte die Familie von Lüdecke das Gut Ogrosen, diese wurde bei der Bodenreform in der Sowjetischen Besatzungszone nach dem Zweiten Weltkrieg enteignet.

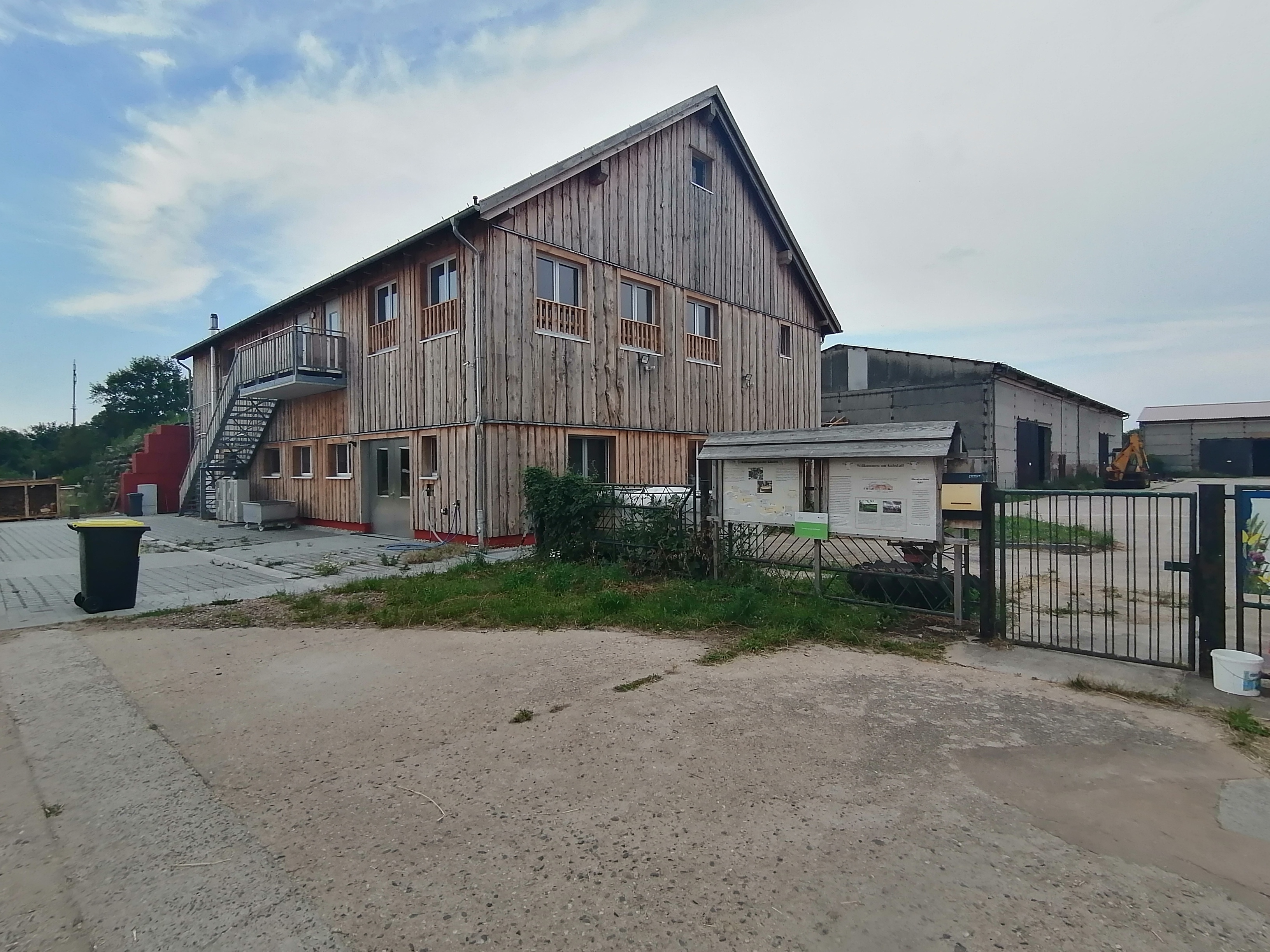
Die 2023 errichtete Käserei (2024)

Nach Kriegsende wurde das Ogrosener Herrenhaus zunächst als Unterkunft für Heimatvertriebene aus den Deutschen Ostgebieten genutzt, später befand sich in dem Gebäude die Verwaltung der Gemeinde Ogrosen. Die landwirtschaftlichen Gebäude wurden von der örtlichen Landwirtschaftlichen Produktionsgenossenschaft genutzt. Im Jahr 1955 wurde das Herrenhaus saniert, ab 1970 erfolgten weitere Umbauarbeiten an dem Gebäude. Nach der Wiedervereinigung wurde die Gutsanlage in Ogrosen von Toni und Heiner Lütke-Schwienhorst gekauft und heute als Hofladen betrieben. Im Jahr 2023 wurde eine Käserei auf dem Gutshof errichtet.

## Architektur

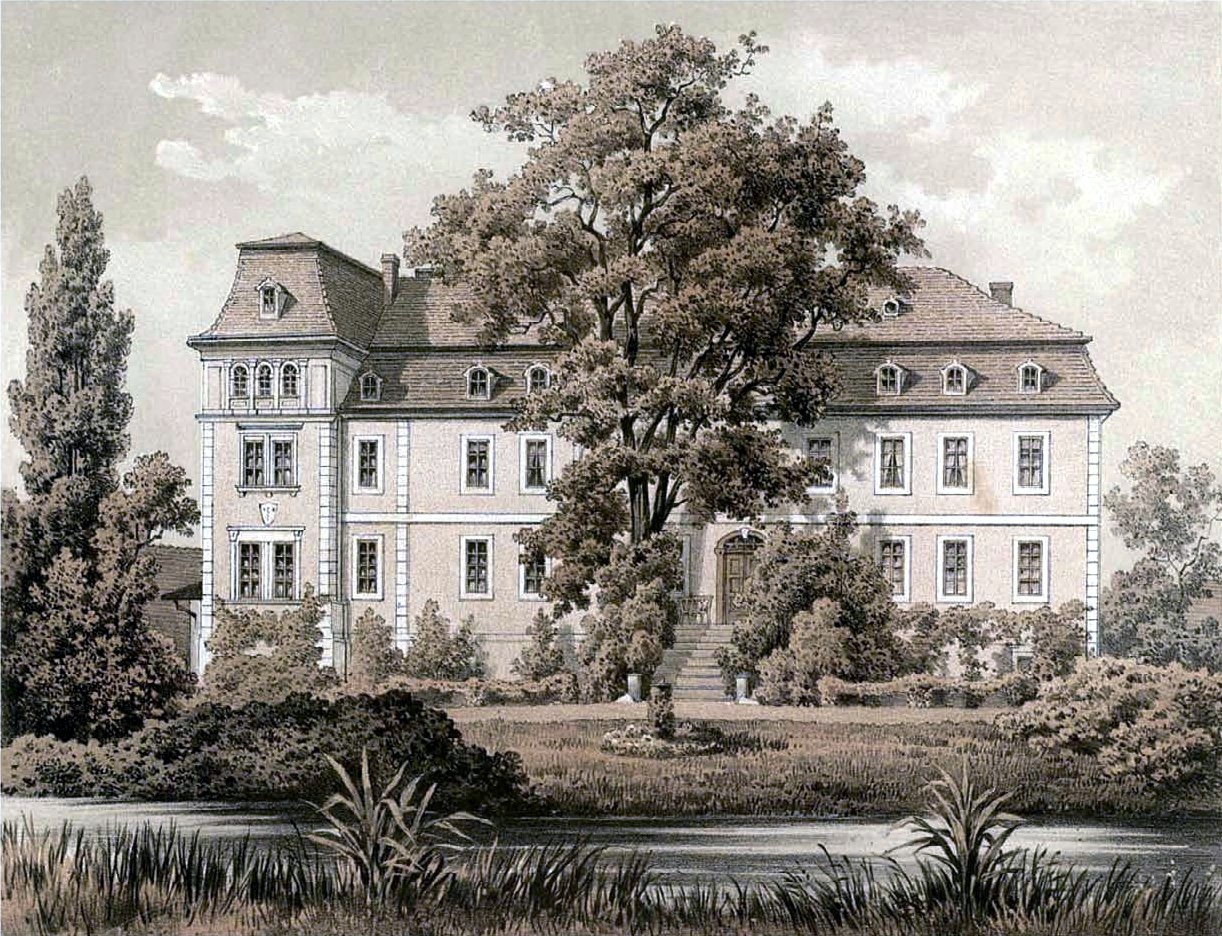
Gemälde aus der Sammlung Alexander Duncker aus dem 19. Jahrhundert

Das Herrenhaus Ogrosen ist ein Putzbau aus Ziegelmauerwerk mit Mansarddach. Der zweigeschossige, ursprünglich neunachsige Bau im Barockstil hat auf der Hofseite in der früheren Gebäudemitte einen leicht hervorstehenden Risalit mit Lisenen, darin ein Eingangsportal mit gerader Verdachung. Die schlichten Rechteckfenster sind mit Putzrahmungen versehen. Auf der Parkseite befindet sich eine Terrasse mit vorgelagerter Freitreppe. Der turmartige Anbau im Westen ist dreigeschossig und hat ein hohes Mansardwalmdach.
Die Wirtschaftsgebäude der Gutsanlage sind Sichtziegelbauten, teilweise als Fachwerkbauten mit Ziegelmauerwerk in den Gefachen, sie gruppieren sich U-förmig nördlich des Herrenhauses bis an die Straße. Das Inspektorenhaus nordöstlich des Herrenhauses wurde um 1800 gebaut und ist ein zweigeschossiger Bau mit fünf Achsen und Walmdach, das Untergeschoss ist massiv und das Obergeschoss als Fachwerkbau ausgeführt. Ein Fenster an der Ostwand wurde nachträglich zugemauert. Das Landarbeiterwohnhaus aus dem 19. Jahrhundert an der Ogrosener Dorfstraße ist ein langgezogener Fachwerkbau mit Ziegelausfachung und hohem Ziegelsockel mit dreizehn Achsen als Doppelhaus mit zwei Eingängen. Es hat ein Krüppelwalmdach mit einer Gaube, die sich über die gesamte Bauwerksbreite erstreckt.
Südlich des Herrenhauses erstreckt sich ein etwa neun Hektar großer Landschaftspark mit großem Teich, der im Osten durch das Vetschauer Mühlenfließ begrenzt wird.